# Abfallsauganlage

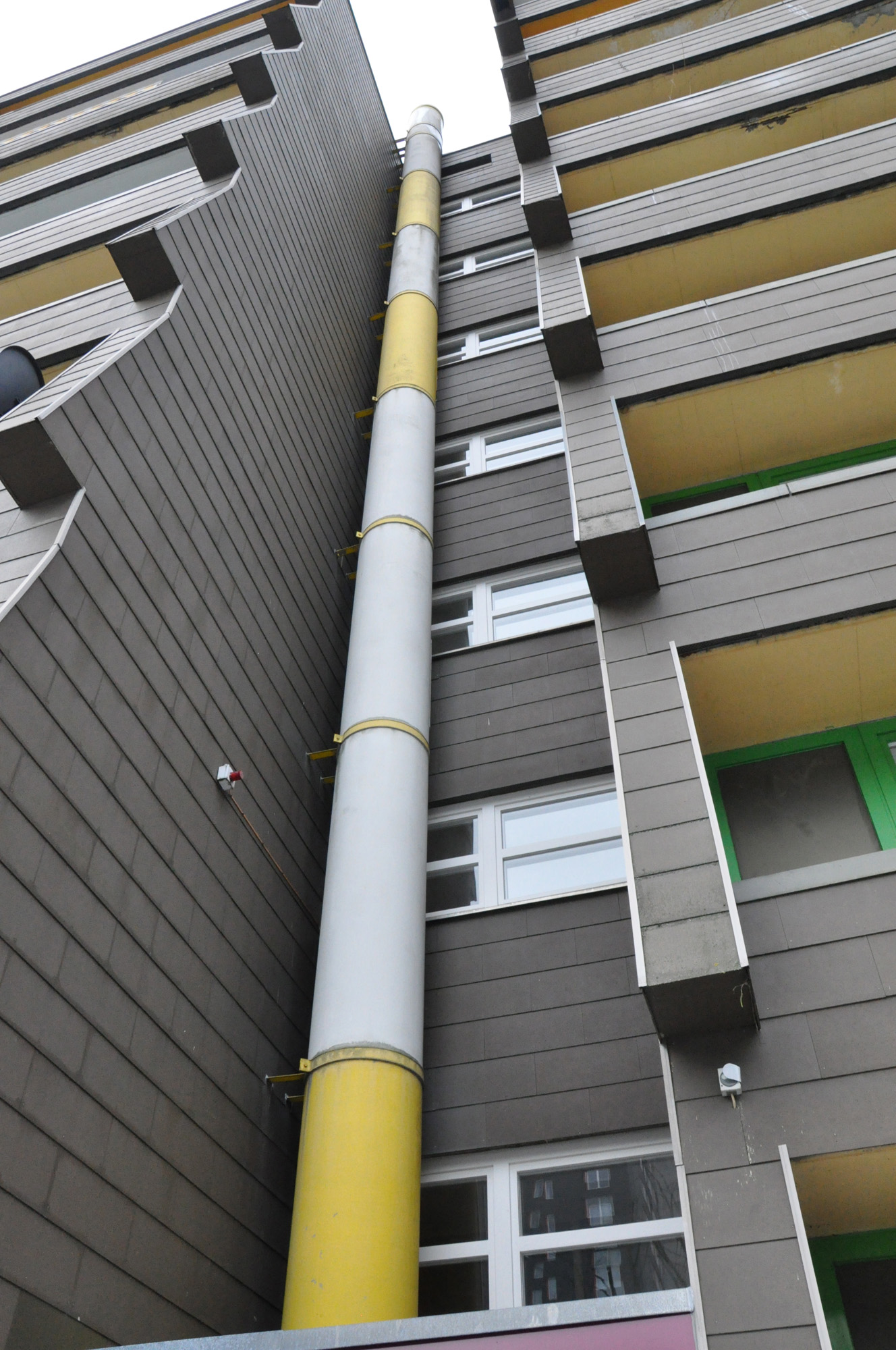
Außenrohr der Müllsauganlage am Mombertplatz in Heidelberg/Emmertsgrund

Bei einer Abfallsauganlage oder Müllsauganlage wird der Abfall in Mehrfamilienhäusern in Einwurfschächte und in Einzelhausgebieten in Eingabestellen im Freien eingeworfen und über ein öffentliches Rohrleitungsnetz mit Unterdruck pneumatisch zu einer Sammelstelle befördert, von der er mit Fahrzeugen zur Deponie transportiert wird. Die erste Abfallsauganlage kam 1967 im Sollefteå Hospital Stockholm zum Einsatz. Die erste Anlage in der Bundesrepublik Deutschland wurde 1972 im Olympiadorf in München durch die deutsche Tochtergesellschaft Envac der schwedischen Firma Centralsug gebaut und in Betrieb genommen (Schließung seit September 2017 diskutiert, im März 2018 beschlossen). 1973 wurden Abfallsauganlagen in Bonn-Tannenbusch (in Betrieb ab 1973, stillgelegt seit 1. Januar 2010) und in Heidelberg-Emmertsgrund (in Betrieb ab 3. Oktober 1973, stillgelegt seit 31. Mai 2004) in Betrieb genommen. In Berlin gab es in der Schlangenbader Straße eine Müllsauganlage (eingeweiht 1982, Schließung seit 2007 diskutiert, 2015 stillgelegt). Im Stadtteil Kalasatama der finnischen Hauptstadt Helsinki wurde eine Abfallsauganlage für eine neue Wohnsiedlung mit Trennung der verschiedenen Müllarten 2015 in Betrieb genommen, die bis zu 20.000 Haushalte bedienen soll. Weltweit sind (Stand 2015) etwa 600 Abfallsauganlagen in 30 Ländern im Einsatz.

## Abfallsauganlage im Olympiadorf München
Diese Anlage wurde mit einem Netz von 3 km Länge als erste Abfallsauganlage in Deutschland durch die Firma Centralsug gebaut und 1972 in Betrieb genommen.
Nach Einführung der Mülltrennung ging die Auslastung der Anlage kontinuierlich zurück, sodass versucht wurde, über getrennte Leitungen auch Verpackungsmüll über die Anlage zu sammeln. Die zunehmende missbräuchliche Entsorgung nicht zugelassener Abfallstoffe und Gefahrstoffe wie Sperrmüll, Verpackungsmüll, Wundstoffe, Windeln, oder Spritzen führte immer häufiger zu Ausfällen und schließlich zum vollständigen Stillstand der Anlage. Ein Zwischenfall ereignete sich am 3. September 2017, als der Betriebsleiter durch illegale Entsorgung nicht zugelassener chemischer Stoffe in der Anlage, die schließlich an der Sammelstelle in der Zentrale austraten, eine Atemwegsvergiftung erlitt. Diese und weitere Zwischenfälle führten dazu, dass im September 2017 die Anlage bis auf Weiteres stillgelegt und ein Schadensgutachten bei der Herstellerfirma in Auftrag gegeben wurde. Da die geschätzten Kosten (einmalige Reparatur ca. 500.000 Euro, vollständige Wiederherstellung der Anlage ca. 4 Mio. Euro) nach Bewertung durch die Olympiadorf-Betriebs-Beteiligungsgesellschaft (ODBG) nicht im Verhältnis zur erwarteten Nutzbarkeit standen, und keine Aussicht auf eine dauerhafte Betriebsfähigkeit gegeben war, wurde im März 2018 beschlossen, die Stilllegung vorzubereiten und dauerhaft auf die zur Überbrückung des Stillstands bereits eingerichtete konventionelle Müllentsorgung in üblichen Mülltonnen umzustellen, obgleich die konventionelle Entsorgung im Bezug auf zu erwartende durchschnittliche monatliche Kosten (46.500 Euro) nur geringfügig unter den durchschnittlichen Betriebskosten der Abfallsauganlage (48.000 Euro) lag; die Entscheidung für die Stilllegung beruhte jedoch auf den nicht in diesen Kosten einberechneten Zusatzkosten durch Reparaturen, d. h. der Gefahr der erneuten Betriebsunterbrechung und dem Auftreten von kostenintensiven Wiederherstellungsmaßnahmen durch Fehleinwürfe in großer Zahl. Im Dezember 2018 wurde entschieden, bei der Nachfolgefirma Envac einen Kostenvoranschlag für den Neubau einer Anlage anzufordern, da die Vorteile nicht zwingend von den Nachteilen überwogen würden. Schließlich wurde im August 2019 bekannt, dass gemäß einstimmigem Beschluss der ODBG die Anlage stillzulegen sei.

## Abfallsauganlage in Heidelberg-Emmertsgrund

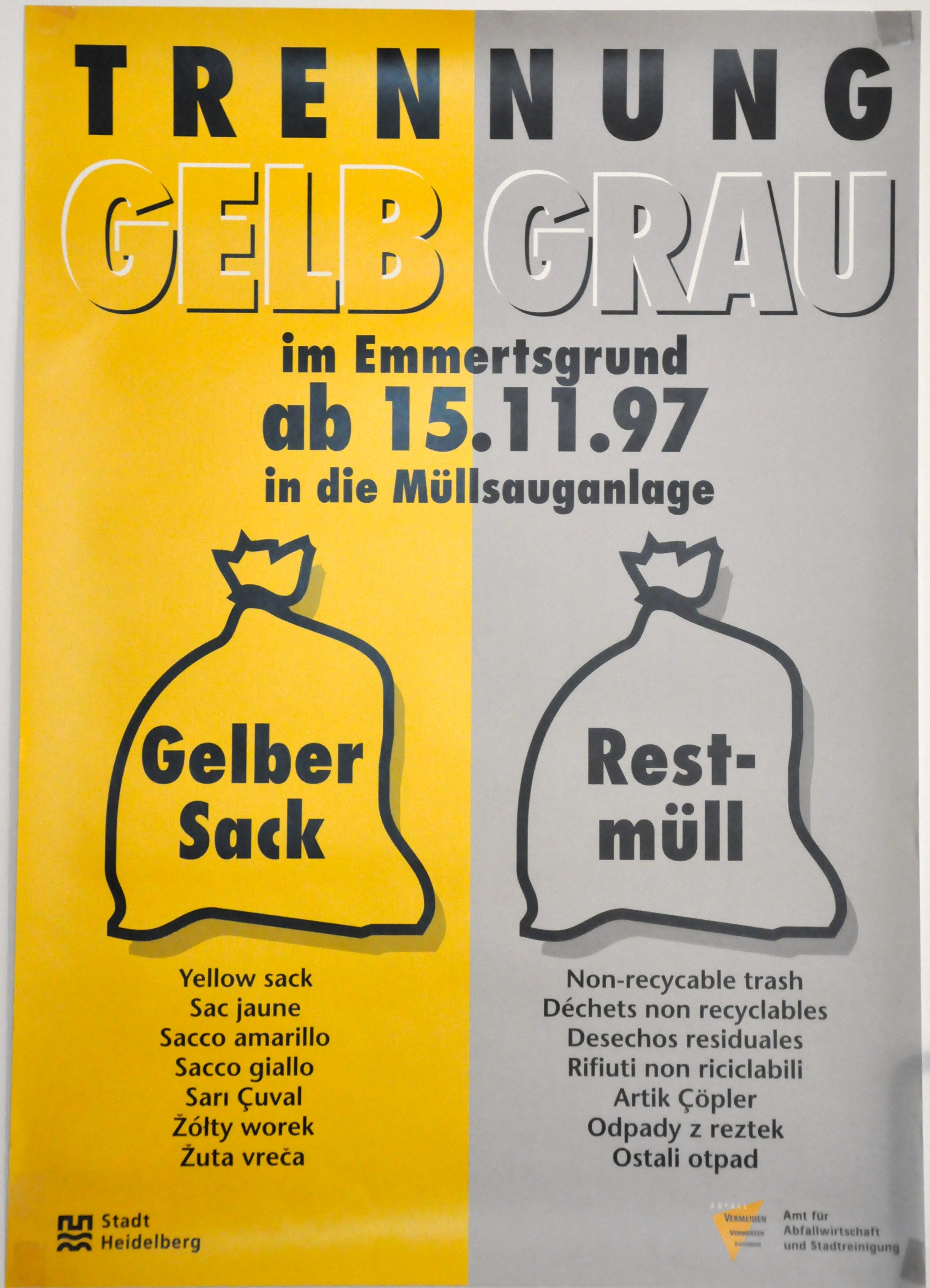
Mülltrennung in der Müllsauganlage Heidelberg-Emmertsgrund ab 1997

Diese Anlage wurde in acht Bauabschnitten zwischen dem 3. Oktober 1973 und 1981 gebaut und in Betrieb genommen. In den Hochhäusern waren Einwurfschächte auf jeder Etage und in den Straßen der Reihenhäuser gab es Flacheingabe-Stellen im Freien. Für die Bewohner war dies sehr komfortabel.
Die Anlage wurde von der Firma Centralsug GmbH konzipiert und gebaut. Beim Bau der Anlage wurden die Ansauganlage sowie das Rohrnetz auf einen Betrieb von 30 Jahren ausgelegt. Die Errichtung der Anlage kostete im Jahr 1992 6,5 Mio. DM. Die Kapazität wurde für 12000 Einwohner geplant, jedoch wurden nur ca. 6500 Einwohner an das System angeschlossen, da sich die Stadtteilkonzeption veränderte und statt der geplanten vielgeschossigen Bebauung eher kleine Wohneinheiten realisiert wurden.

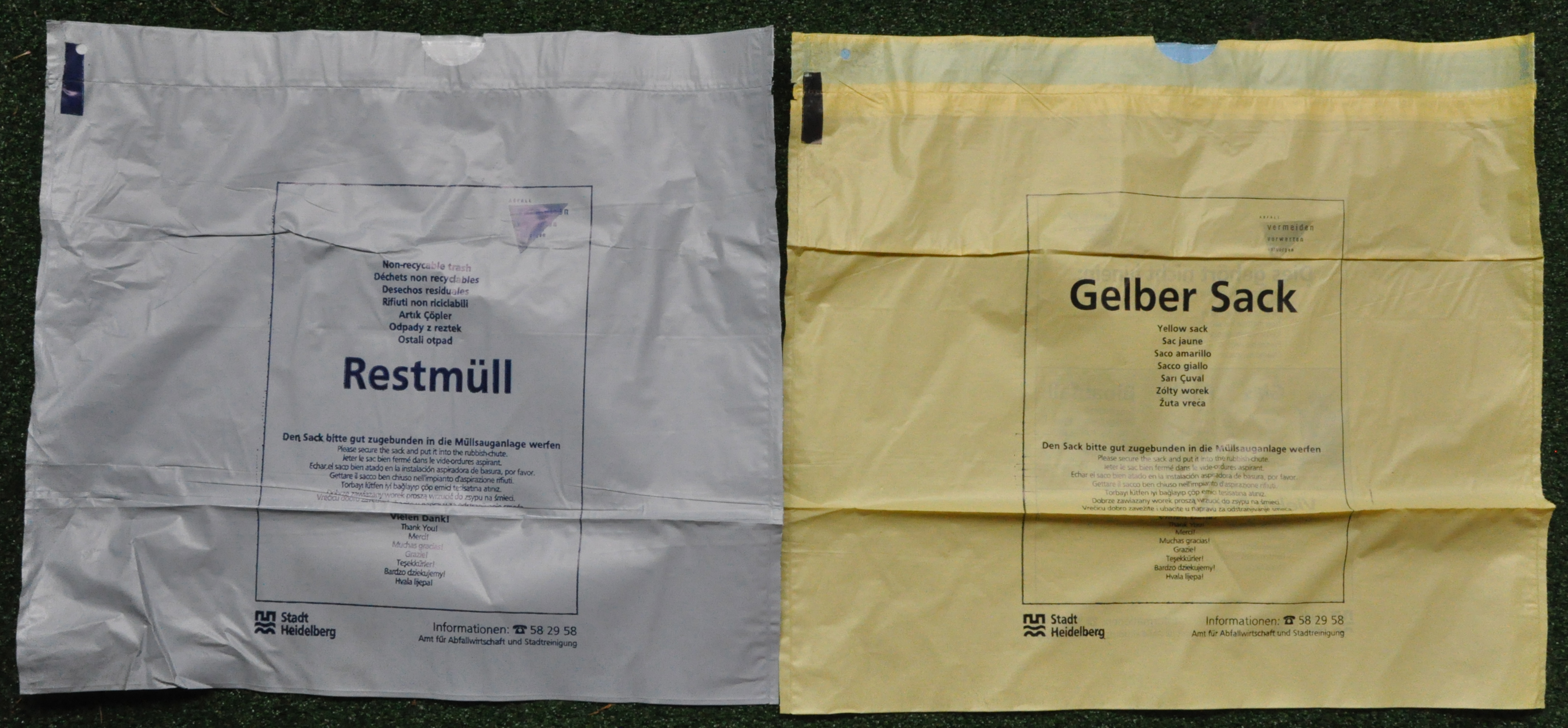
Zur Sammlung von Restmüll und Gelben Säcken über die Müllsauganlage

Im Sinne der Abfallvermeidung wurden ab der Mitte der 1980er-Jahre Papier und Altglas getrennt in Sammelstellen entsorgt, die von entsprechenden Fahrzeugen geleert wurden. Infolge der Einführung des Verpackungsordnung (Gelber Sack) im Jahr 1991 musste auch der „Gelbe Müll“ in Säcken konventionell abgeholt werden. 1992 beschloss der Gemeinderat der Stadt Heidelberg die Schließung der Anlage im Rahmen eines Sofortprogramms zur Vermeidung eines zukünftigen Müllnotstandes. Dies stieß auf eine weitgehend ablehnende Haltung der Bevölkerung, sodass 1996 vom Gemeinderat beschlossen wurde, die Anlage vorerst weiter zu betreiben, solange dies technisch möglich war.
In einem Eigenversuch der Stadt Heidelberg wurde ab 15. November 1997 auch mehrere Jahre lang Verpackungsmüll in speziellen gelben Säcke über die Müllsauganlage entsorgt. Die Einführung wurde wegen des hohen Bevölkerungsanteils mit Migrationshintergrund mit mehrsprachigen Plakaten begleitet. Allerdings kamen viele der gelben und grauen Säcke durch Schäden am Rohrsystem aufgeschlitzt an der zentralen Ansaugstelle an. 1999 wurde ein neues Konzept für die getrennte Abfall- und Wertstoffentsorgung im Stadtteil Emmertsgrund vom Gemeinderat beschlossen. Danach wurde nur noch Restmüll über die Anlage entsorgt. Die Müllmenge, die über die Müllsauganlage 1999 entsorgt wurde, entsprach nur etwa einem Drittel der ursprünglich prognostizierten Menge.
Schon in den 1990er Jahren gab es enorme Probleme mit dem Ansaugdruck, da die Müllansaugrohre marode wurden. Durch den engen Querschnitt waren Ausbesserungen sehr teuer. Man versuchte den Verschleiß der Rohre mit sog. Kunststoff-Inlinern entgegenzuwirken. Diese Methode hat sich allerdings nicht bewährt, da sich die eingelegten Kunststoffrohre vom Grundwerkstoff ablösten. Ein Einstieg von Personen in die Rohre – auch zu Instandhaltungszwecken – wurde von der Gewerbeaufsicht 1993 untersagt.
Aufgrund von stark steigenden Sanierungskosten und hoher Betriebskosten wurde die Müllsauganlage ab 2000 schrittweise abgeschaltet. Während es bis zum Jahr 2002 jährlich etwa fünf Verstopfungen gab, traten diese 2003 fast wöchentlich auf, obwohl die Müllmenge durch die sukzessive Abkopplung einiger Großwohnanlagen bereits um über 70 % reduziert wurde. Die Gründe für die häufigen Probleme lagen an Undichtigkeiten im Rohrsystem.
Nach Einschätzung der Stadt Heidelberg im Jahr 2003 wäre ein störungsfreier Weiterbetrieb der Müllsauganlage nur durch eine vollständige Grunderneuerung möglich. Die Kosten hierfür wurden vorsichtig mit etwa 20 Millionen Euro geschätzt. Da eine konventionelle Müllabfuhr deutlich günstiger ist, beschloss der Gemeinderat der Stadt Heidelberg am 23. Juli 2003 die Abschaltung der Müllsauganlage, nachdem viele rechtliche Fragen geklärt worden waren. Die endgültige Abschaltung des einstigen Vorzeigeprojekts erfolgte am 31. Mai 2004.
Die Rohrleitungen wurden bis zur Erdoberfläche durch die Stadt Heidelberg verfüllt.

## Abfallsauganlage in Bonn-Tannenbusch
Diese Anlage ist seit 1. Januar 2010 stillgelegt. Sie diente seit Beginn der 70er Jahre bis zu 12.000 Einwohnern des Stadtteils Bonn-(Neu-)Tannenbusch zur Müllentsorgung. Sie war die größte Müllabsauganlage der Welt. Sie umfasste ein Saugrohr-Netz von ca. 12 Kilometern Länge und 200 Einwurfschächten (100 fest installiert in den Geschosswohnungsbauten und Hochhäusern, 100 im Freien).
1991 trat in Deutschland die Verpackungsverordnung in Kraft. Nach der dadurch erfolgten Einführung der Gelben Tonnen bzw. der gelben Müllsäcke für Verpackungsmüll sollte die Tannenbuscher Anlage nur noch der Erfassung des sogenannten Restmülls dienen.
Während der ca. 40 Jahre ihres Betriebszeitraums wurden mit dieser Abfallsauganlage ca. 50.000 Tonnen Hausmüll entsorgt. Mit einer Transportgeschwindigkeit von ca. 90 km/h gelangten Müllbeutel oder auch loser Abfall in eine Sammelstelle im Gewerbegebiet „Hohe Straße“. Von dort aus führte der Transportweg per Container und Lkw weiter zur Müllverbrennungsanlage in Bonn-Endenich.
Missbrauch und Beschädigungen haben diese Form der Abfallentsorgung zunehmend teuer und wenig umweltgerecht werden lassen. Selbst Sondermüll und Schlachtabfälle aus Privathaushalten gelangten in die Anlage und mussten mit großem Aufwand geborgen werden. Zudem beschädigten ebenfalls fälschlich eingeworfene schwere Gegenstände die unterirdischen Rohrleitungen und rissen Löcher in ihre Wände.
Diese Schäden konnten meist nicht zeitnah erkannt und behoben werden, so dass an verschiedenen Stellen durch den Betrieb des Sauggebläses große Mengen Erdreich eingesaugt wurde. Die dadurch entstandenen Hohlräume unter der Erdoberfläche verursachten bisweilen Schäden auf darüberliegenden Fahrbahnen und anderen Flächen. Die Gefahr eines Einbruchs, welcher Gebäude- oder sogar Personenschäden nach sich ziehen könnte, veranlasste die verantwortlichen Stellen, den Betrieb der Tannenbuscher Abfallsauganlage einzustellen.
Der Rat der Bundesstadt Bonn hat im März 2007 die Stilllegung der Müllabsauganlage ab Herbst 2009 beschlossen. Die Schließung mehrerer Einfüllschächte erfolgte bereits vorzeitig, die letzten zum Jahreswechsel 2009/2010. Ein Rückbau der Anlage ist geplant. Die Demontage der Anlage hat rund 1,5 Mio. Euro gekostet, für den gesamten Rückbau der Anlage, also das Verfüllen der Rohrleitungen und der Abriss der 150 Einfüllstationen, hatte der Umweltdezernent im Vorfeld eine Schätzung von 4 Millionen Euro angegeben.

## Abfallsauganlage in Karlsruhe Innenstadt-Ost

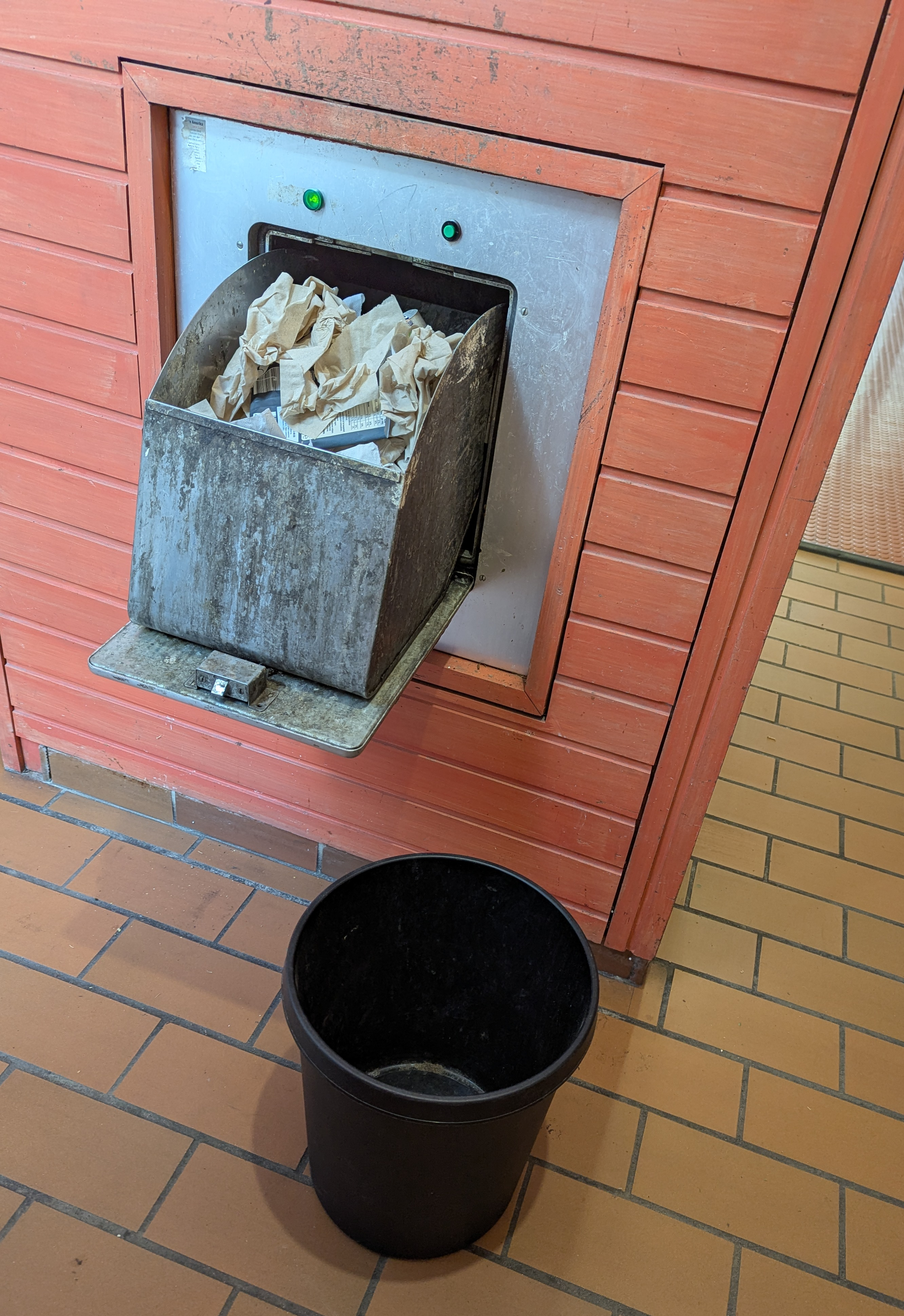
Schleusenkippmulde im Park-, Wohn- und Geschäftshaus Fritz-Erler-Straße Kreuzung Zähringerstraße (Karlsruhe)

Seit 1982 wird in der Karlsruher Innenstadt im Bereich zwischen Kaiserstraße – Adlerstraße – Kriegsstraße – Kapellenstraße – Waldhornstraße eine unterirdische Abfallsauganlage betrieben.
Die Zentrale dieser pneumatischen Müllentsorgungsanlage befindet sich samt Containerbahnhof im Untergeschoss des Park-, Wohn- und Geschäftshauses in der Fritz-Erler-Straße Kreuzung Zähringerstraße.
Da diese Anlage nicht mehr den abfallwirtschaftlichen Vorgaben genügt – es können keine Abfallfraktionen getrennt werden – sowie eine problematische Ersatzteilversorgung besteht, wird diese Anlage ab 2020 stillgelegt und die Abfallentsorgung auf Müllbehälter umgestellt. Es war geplant, dass die Umstellung 2024 abgeschlossen sein sollte.
Im Juni 2025 wurden die Schleusenkippmulden im Park-, Wohn- und Geschäftshaus Fritz-Erler-Straße Kreuzung Zähringerstraße versiegelt und die Abfallentsorgung auf das konventionelle System der Mülltrennung mit Abfallbehältern umgestellt.
Es fanden in den späten 90er Jahren verschiedene Versuche hinsichtlich einer Abfalltrennung statt. Unter anderem wurde versucht, an bestimmten Tagen nur bestimmte Abfallsorten abzusaugen oder die Abfallfraktionen mittels unterschiedlichen Plastiktüten zu trennen. Mangels Erfolg wurde dies wieder eingestellt und der gesamte Abfall als Restmüll thermisch verwertet. In dem Bereich gibt es freiwillig aufgestellte Wertstoffbehälter, über die ein Teil der Wertstoffe erfasst werden kann.